# مارتن شنايدر
مارتن شنايدر (بالألمانية: Martin Schneider)‏ (و. 1964 – م) هو ممثل، ومؤلِّف، وممثل هزلي، وكاتِب، من ألمانيا.

## جوائز
حصل على جوائز منها:
- رومي.

## وصلات خارجية
- مارتن شنايدر على موقع IMDb (الإنجليزية)
- مارتن شنايدر على موقع مونزينجر (الألمانية)
- مارتن شنايدر على موقع ألو سيني (الفرنسية)
- مارتن شنايدر على موقع ميوزك برينز (الإنجليزية)
- مارتن شنايدر على موقع ديسكوغز (الإنجليزية)
- مارتن شنايدر على موقع قاعدة بيانات الفيلم (الإنجليزية)
- مارتن شنايدر على موقع كينوبويسك (الروسية)